# Axel Kristensen
Axel Aage Kristensen (* 21. Juni 1873 in Frederiksberg; † 23. November 1952) war ein dänischer Sportschütze.
Er nahm bei den Olympischen Sommerspielen 1900 in fünf Disziplinen teil. Im Armeegewehr über 300 m liegend belegte er mit 261 Punkten den 30. und damit letzten Platz. In der knienden Position wurde er mit 260 Punkten 26. und im Stehen erreichte er mit 261 Punkten nur den 22. Platz. Im Dreistellungskampf kam er daher mit insgesamt 782 Punkten auf den 22. Platz. Im Mannschaftsbewerb im Armeegewehr 300 m Dreistellungskampf belegte er zusammen mit seinen Teamkollegen Lars Jørgen Madsen, Viggo Jensen, Anders Peter Nielsen und Laurids Jensen-Kjær mit insgesamt 4265 Punkten den 4. Platz.